# بیوک رودمستر

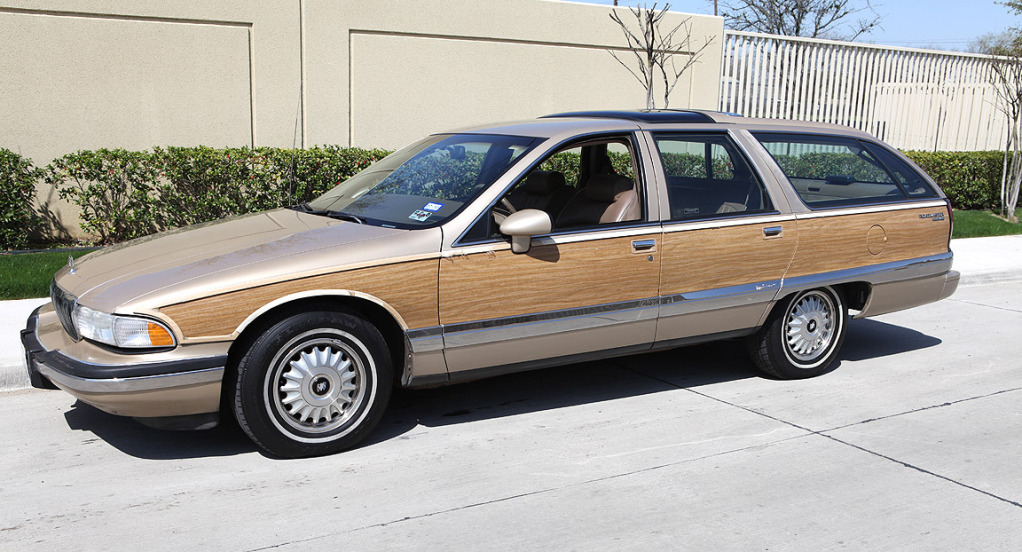

بیوک رودمستر (Buick Roadmaster) خودرویی است که در سال‌های ۱۹۳۶ تا ۱۹۵۸۱۹۹۱–۱۹۹۶تولید شده‌است.
این خودرو در کلاس خودرو سایز بزرگ قرار گرفته، است.

## نگارخانه

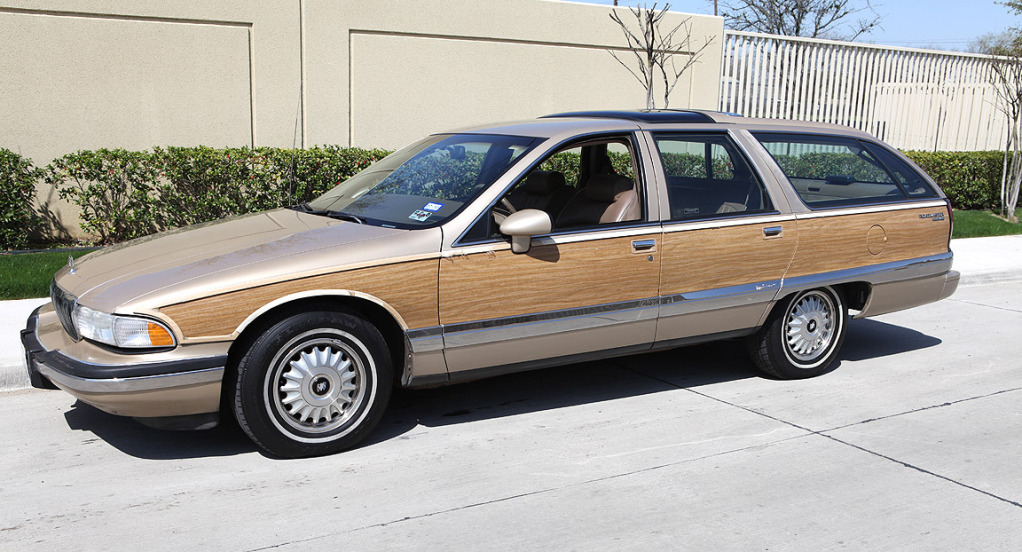
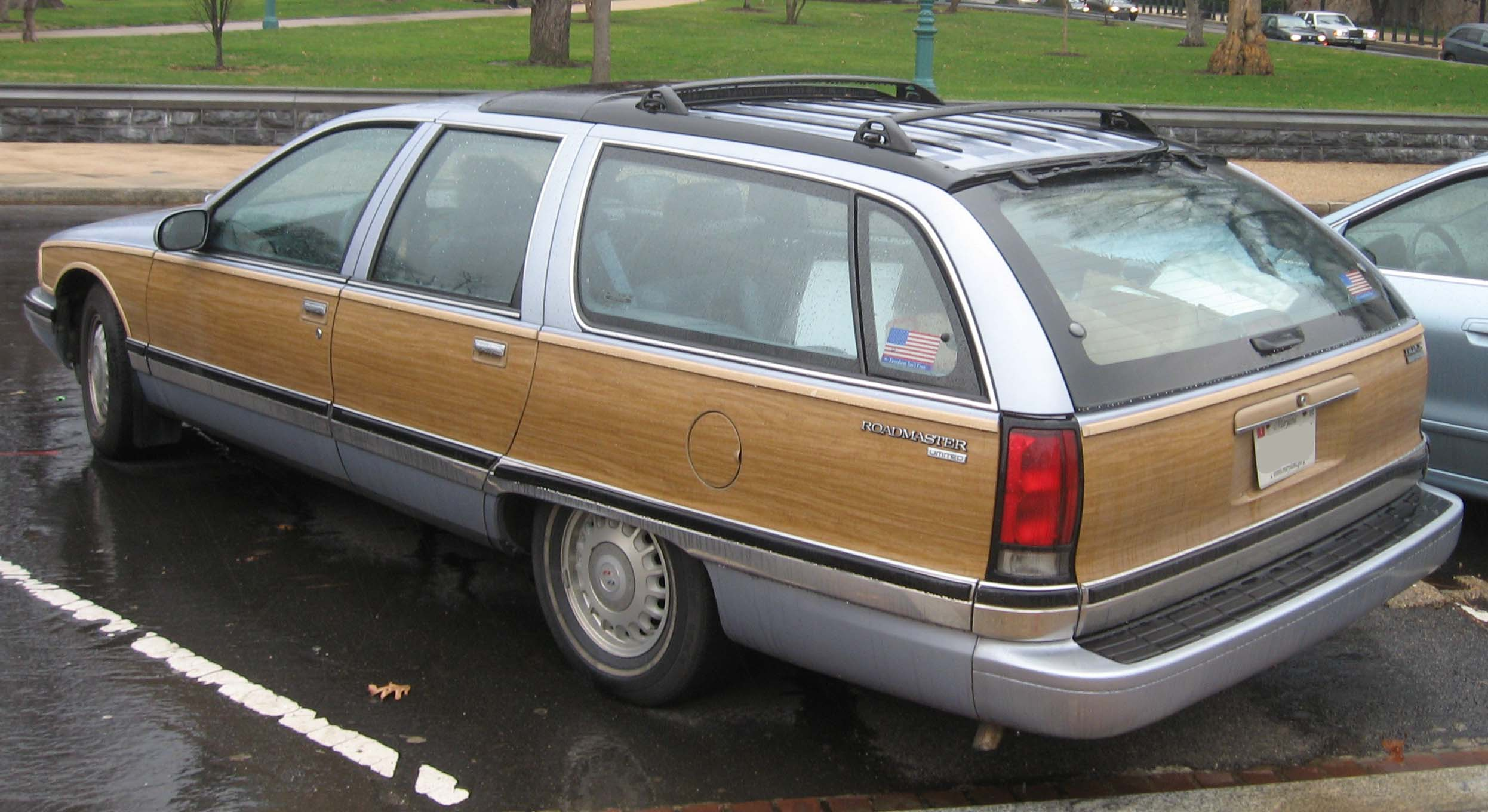
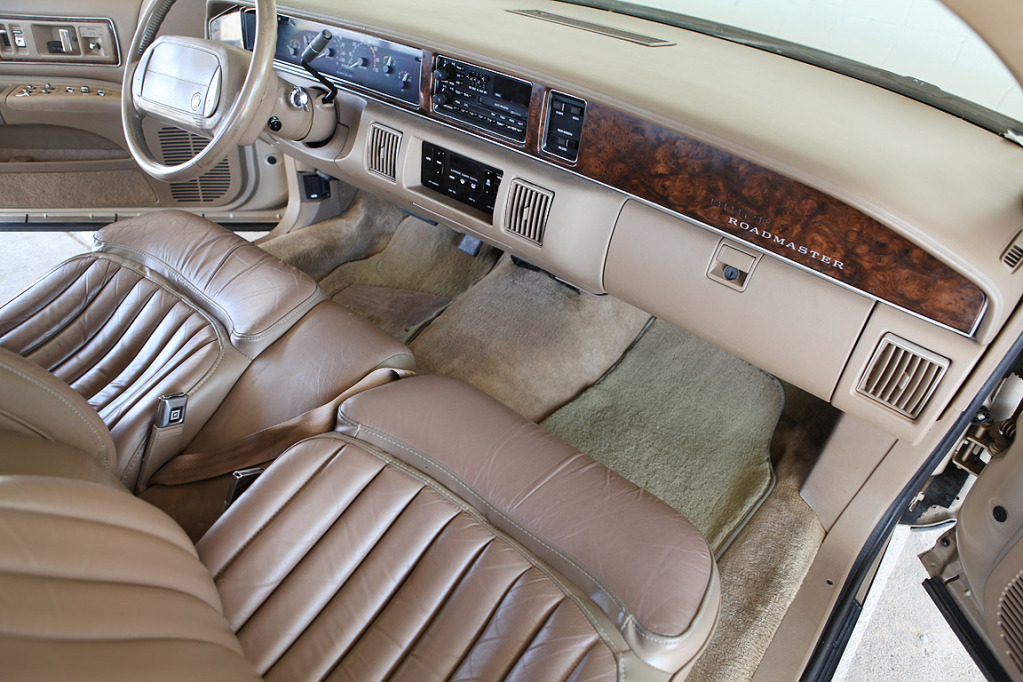